# Delray Beach International Tennis Championships 2012 - Singolare leggende
Il detentore del titolo è Mark Philippoussis che però ha deciso di non partecipare.
Carlos Moyá è il nuovo vincitore.

## Tabellone

### Legenda
| - Q = Qualificato - WC = Wild card - LL = Lucky loser | - ALT = Alternate - SE = Special Exempt - PR = Protected Ranking | - w/o = Walkover - r = Ritirato - d = Squalificato |

### Finali
|  | Finale          |                 |             |   |    |  |
|  |                 |                 |             |   |    |  |
|  | Carlos Moyá     | Carlos Moyá     | Carlos Moyá | 6 | 6  |  |
|  | Ivan Lendl      | Ivan Lendl      | Ivan Lendl  | 4 | 4  |  |
|  |                 |                 |             |   |    |  |
|  | Finale 3º posto |                 |             |   |    |  |
|  |                 |                 |             |   |    |  |
|  | Michael Chang   | Michael Chang   | 7           | 3 | 13 |  |
|  | Mikael Pernfors | Mikael Pernfors | 63          | 6 | 11 |  |

### Gruppo A
|  |                  | Chang             | Cash           | Moyá           | Krickstein        | RR V–P | Set V–P |  | Posizione |
|  | Michael Chang    |                   | 6-4, 6-3       | 1-6, 4-6       | 6(4)–7, 6-4, 6-10 | 1-2    | 3-4     |  | 2         |
|  | Pat Cash         | 4-6, 3-6          |                | 2-6, 6-1, 2-10 | 2-6, 6-3, 10-8    | 1-2    | 3-5     |  | 4         |
|  | Carlos Moyá      | 6-1, 6-4          | 6-2, 1-6, 10-2 |                | 6-4, 6-4          | 3-0    | 6-1     |  | 1         |
|  | Aaron Krickstein | 7–6(4), 4-6, 10-6 | 6-2, 3-6, 8-10 | 4-6, 4-6       |                   | 1-2    | 3-5     |  | 3         |

La classifica viene stilata in base ai seguenti criteri: 1) Numero di vittorie; 2) Numero di partite giocate; 3) Scontri diretti (in caso di due giocatori pari merito ); 4) Percentuale di set vinti o di games vinti (in caso di tre giocatori pari merito ); 5) Decisione della commissione.

### Gruppo B
|  |                 | Lendl          | Arias         | Kriek     | Pernfors       | RR V–P | Set V–P |  | Posizione |
|  | Ivan Lendl      |                | 7–6(6), 6-2   | 4-6, 3-6  | 2-6, 6-2, 10-8 | 2-1    | 4-3     |  | 1         |
|  | Jimmy Arias     | 6(6)–7, 2-6    |               | 6-4, 6-2  | 6-4, 2-6, 5-7  | 1-2    | 3-4     |  | 3         |
|  | Johan Kriek     | 6-4, 6-3       | 4-6, 2-6      |           | 3-6, 2r-5      | 1-2    | 2-4     |  | 4         |
|  | Mikael Pernfors | 6-2, 2-6, 8-10 | 4-6, 6-2, 7-5 | 6-3, 5-2r |                | 2-1    | 5-3     |  | 2         |

La classifica viene stilata in base ai seguenti criteri: 1) Numero di vittorie; 2) Numero di partite giocate; 3) Scontri diretti (in caso di due giocatori pari merito ); 4) Percentuale di set vinti o di games vinti (in caso di tre giocatori pari merito ); 5) Decisione della commissione.